# Furling
Furling es el quinto álbum de estudio de la música estadounidense Meg Baird. Fue publicado el 27 de enero de 2023 a través del sello discográfico Drag City. Es el primer álbum en solitario de Baird en 7 años, luego del lanzamiento de Don't Weigh Down the Light en 2015.

## Recepción de la crítica
En Metacritic, el álbum obtuvo un puntaje promedio de 85 sobre 100, basado en 5 críticas, lo cual indica “aclamación universal”. El crítico de la revista Uncut, Sam Richards, comentó: “Baird dice que se obligó a escribir canciones con más estructura y movimiento, para evitar hacer el mismo disco una y otra vez. Al hacerlo, ha sacado a la superficie sentimientos que antes había mantenido velados. Se siente como un avance significativo”. Steve Erickson de Slant Magazine escribió: “Si bien la música country y de raíces informa muchos de los arreglos aquí, las guitarras deslizantes y de acero se emplean principalmente como textura, creando un sonido borroso. Se trata en gran medida de música de ‘vibración’, que emana de una amplia gama de influencias, que combina el folk inglés, la música de raíces estadounidenses y el trip-hop dubby de formas que son a la vez embriagadoras y nebulosas”.

## Lista de canciones
Todas las canciones escritas y compuestas por Meg Baird, excepto donde esta anotado. 
| N.º | Título                               | Duración |  |
| 1.  | «Ashes, Ashes»                       | 6:12     |  |
| 2.  | «Star Hill Song» (Charlie Saufley)   | 5:58     |  |
| 3.  | «Ship Captains»                      | 4:49     |  |
| 4.  | «Cross Bay»                          | 5:08     |  |
| 5.  | «Twelve Saints»                      | 5:36     |  |
| 6.  | «Unnamed Drives»                     | 3:38     |  |
| 7.  | «The Saddest Verses»                 | 2:48     |  |
| 8.  | «Will You Follow Me Home?» (Saufley) | 5:39     |  |
| 9.  | «Wreathing Days»                     | 4:03     |  |